# The Collection (Michael Jackson)
The Collection è un cofanetto del cantante statunitense Michael Jackson contenente i 5 album più importanti della sua carriera, ovvero Off the Wall, Thriller, Bad, Dangerous e Invincible.
Fu pubblicato il 20 giugno 2009, 5 giorni prima della morte del cantante. Raggiunse le vette delle classifiche e vendette oltre 1 milione di copie.

## Tracce

### Off The Wall (Special Edition 2001)
1. Don't Stop 'Til You Get Enough – 6:05 (Michael Jackson)
2. Rock with You – 3:40 (Rod Temperton)
3. Workin' Day and Night – 5:14 (Michael Jackson)
4. Get on the Floor – 4:39 (Michael Jackson, Louis Johnson)
5. Off the Wall – 4:05 (Rod Temperton)
6. Girlfriend – 3:05 (Paul McCartney)
7. She's out of My Life – 3:37 (Tom Bahler)
8. I Can't Help It – 4:29 (Stevie Wonder, Susaye Greene)
9. It's the Falling in Love – 3:48 (Carole Bayer Sager, David Foster) – duetto con Patti Austin
10. Burn This Disco out – 3:41 (Rod Temperton)
11. intervista #1 a Quincy Jones – 0:37
12. introduzione a Don't Stop 'Til You Get Enough (Original Demo from 1978) – 0:13
13. Don't Stop 'Til You Get Enough (Original Demo from 1978) – 4:48 (Michael Jackson)
14. intervista #2 a Quincy Jones – 0:30
15. introduzione a Workin' Day and Night (Original Demo from 1978) – 0:10
16. Workin' Day and Night (Original Demo from 1978) – 4:20 (Michael Jackson)
17. intervista #3 a Quincy Jones – 0:49
18. intervista #1 a Rod Temperton – 4:57
19. intervista #4 a Quincy Jones – 1:33

Durata totale: 60:20

### Thriller
1. Wanna Be Startin' Somethin' – 6:03 (Michael Jackson)
2. Baby Be Mine – 4:20 (Rod Temperton)
3. The Girl Is Mine – 3:42 (Michael Jackson) – duetto con Paul McCartney
4. Thriller – 5:58 (Michael Jackson, Rod Temperton)
5. Beat It – 4:18 (Michael Jackson)
6. Billie Jean – 4:54 (Michael Jackson)
7. Human Nature – 4:06 (John Bettis, Steve Porcaro)
8. P.Y.T. (Pretty Young Thing) – 3:59 (James Ingram, Quincy Jones)
9. The Lady in My Life – 4:59 (Rod Temperton)

Durata totale: 42:19

### Bad (Special Edition 2001)
1. Bad – 4:08 (Michael Jackson)
2. The Way You Make Me Feel – 4:58 (Michael Jackson)
3. Speed Demon – 4:01 (Michael Jackson)
4. Liberian Girl – 3:53 (Michael Jackson)
5. Just Good Friends – 4:07 (Terry Britten, Graham Lyle) – duetto con Stevie Wonder
6. Another Part of Me – 3:54 (Michael Jackson)
7. Man in the Mirror – 5:19 (Glen Ballard, Siedah Garrett)
8. I Just Can't Stop Loving You – 4:25 (Michael Jackson) – duetto con Siedah Garrett
9. Dirty Diana – 4:53 (Michael Jackson)
10. Smooth Criminal – 4:17 (Michael Jackson)
11. Leave Me Alone – 4:40 (Michael Jackson)
12. intervista #1 a Quincy Jones – 4:03
13. Streetwalker – 5:49
14. intervista #2 a Quincy Jones – 2:53
15. Todo Mi Amor Eres Tu – 4:05 (Michael Jackson) – duetto con Siedah Garrett - versione in lingua spagnola del brano I Just Can't Stop Loving You
16. intervista #3 a Quincy Jones – 2:30
17. introduzione a Fly Away – 0:08
18. Fly Away – 3:26

Durata totale: 71:29

### Dangerous (Special Edition 2001)
1. Jam – 5:39 (Moore, Swedien, Jackson, Riley) – contiene un breve segmento rap di Heavy D
2. Why You Wanna Trip on Me – 5:24 (Riley, Belle)
3. In the Closet – 6:31 (Jackson, Riley)
4. She Drives Me Wild – 3:41 (Jackson, Riley) – contiene un breve segmento rap di Aqil Davidson
5. Remember the Time – 4:00 (Riley, Jackson, Belle)
6. Can't Let Her Get Away – 4:58 (Jackson, Riley)
7. Heal the World – 6:25 (Jackson)
8. Black or White – 4:15 (Jackson) – contiene un breve segmento rap di Bill Bottrell
9. Who Is It – 6:34 (Jackson)
10. Give in to me – 5:29 (Jackson, Bottrell)
11. Will You Be There – 7:40 (Jackson)
12. Keep the Faith – 5:57 (Jackson, Glen Ballard, Siedah Garrett)
13. Gone Too Soon – 3:23 (Grossman, Kohan)
14. Dangerous – 6:57 (Jackson, Bottrell, Riley)

Durata totale: 76:53

### Invincible
1. Unbreakable – 6:26 (Michael Jackson, Jerkins, Jerkins III, Daniels, Payne, Smith)
2. Heartbreaker – 5:09 (Jackson, Jerkins, Jerkins III, Daniels, Mischke, Gregg)
3. Invincible – 4:46 (Jackson, Jerkins, Jerkins III, Daniels, Gregg)
4. Break of Dawn – 5:32 (Jackson, Dr. Freeze)
5. Heaven Can Wait – 4:49 (Jackson, Riley, Heard, Smith, Beal, Laues, Quiller)
6. You Rock My World – 5:39 (Jackson, Jerkins, Jerkins III, Daniels, Payne)
7. Butterflies – 4:40 (Harris, Ambrosius)
8. Speechless – 3:18 (Jackson)
9. 2000 Watt – 4:24 (Jackson, Riley, Gibson, Henson)
10. You Are My Life – 4:33 (Jackson, Babyface, Sager, McClain)
11. Privacy – 5:05 (Jackson, Jerkins, Jerkins III, Daniels, Bell)
12. Don't Walk Away – 4:24 (Jackson, Riley, Stites, Vertelney)
13. Cry – 5:00 (R. Kelly)
14. The Lost Children – 4:00 (Jackson)
15. Whatever Happens – 4:56 (Jackson, Riley, Cang, Quay, Williams, Carlos Santana)
16. Threatened – 4:18 (Jackson, Jerkins, Jerkins III, Daniels)

Durata totale: 76:59